# Naranjilla
Solanum quitoense, conegut com a naranjilla, o lulo, és una espècie solanàcia comestible d'Amèrica del Sud. L'epítet específic vol dir que prové de Quito
Creix millor en ombra parcial.